# Medalistki mistrzostw Polski seniorów w skoku w dal
Medalistki mistrzostw Polski seniorów w skoku w dal – zdobywczynie medali seniorskich mistrzostw Polski w konkurencji skoku w dal.
Skok w dal kobiet jest rozgrywany na mistrzostwach kraju od pierwszych mistrzostw w 1922, które odbyły się w Warszawie. Pierwszą w historii mistrzynią Polski została zawodniczka Pogoni Lwów Bronisława Szmendziuk, która uzyskała wynik 3,93 m.
Najwięcej medali mistrzostw Polski (piętnaście) zdobyła Agata Karczmarek, która również zdobyła najwięcej złotych (czternaście).
Aktualny rekord mistrzostw Polski seniorów w skoku w dal wynosi 6,96 m i został ustanowiony przez Annę Włodarczyk podczas mistrzostw w 1984 w Lublinie.

## Medalistki
| NR – rekord kraju \| PB – rekord życiowy \| SB – najlepszy wynik w sezonie \| NL – najlepszy wynik w polskich tabelach w sezonie |

| Mistrzostwa              | 1. miejsce                               | Rezultat | 2. miejsce                                  | Rezultat | 3. miejsce                               | Rezultat |
| Warszawa 1922            | Bronisława Szmendziuk Pogoń Lwów         | 3,93     | Irmina Rzeźnicka Polonia Warszawa           | 3,85     | Maria Tupalska AZS Warszawa              | 3,59     |
| Warszawa 1923            | Irmina Rzeźnicka Warszawianka            | 4,35     | Irena Gwizdała Pogoń Lwów                   | 4,11     | Bronisława Szmendziuk Pogoń Lwów         | 4,09     |
| Warszawa 1924            | Wiera Czajkowska Sokół Warszawa          | 4,29     | Józefa Witkowska Sokół Warszawa             | 4,17     | Irena Nentwich ŁKS Łódź                  | 3,87     |
| Warszawa 1925            | Wacława Sadkowska Sokół-Grażyna Warszawa | 4,61     | Hanna Jabłczyńska AZS Warszawa              | 4,54     | Marta Lubecka Sokół-Grażyna Warszawa     | 4,39     |
| Warszawa 1926            | Hanna Jabłczyńska AZS Warszawa           | 4,62     | Marta Lubecka Sokół-Grażyna Warszawa        | 4,62     | Wacława Sadkowska Sokół-Grażyna Warszawa | 4,58     |
| Poznań 1927              | Maryla Freiwald Makabi Kraków            | 4,76     | Hanna Jabłczyńska AZS Warszawa              | 4,545    | Maria Lange AZS Poznań                   | 4,285    |
| Kraków 1928              | Anna Breuer Roździeń Szopienice          | 4,815    | Elżbieta Czaja SKLA Katowice                | 4,695    | Alina Hulanicka Grażyna Warszawa         | 4,67     |
| Warszawa 1929            | Marta Lubecka Grażyna Warszawa           | 4,96     | Maryla Freiwald Makabi Kraków               | 4,88     | Alina Hulanicka Grażyna Warszawa         | 4,77     |
| Bydgoszcz 1930           | Maria Kwaśniewska ŁKS Łódź               | 4,86     | Alina Hulanicka Grażyna Warszawa            | 4,78     | Janina Grabicka Grażyna Warszawa         | 4,75     |
| Warszawa 1931            | Aniela Sikora Stadion Królewska Huta     | 5,18     | Maria Kwaśniewska ŁKS Łódź                  | 5,03     | Anna Breuer Pogoń Katowice               | 5,00     |
| Łódź 1932                | Jadwiga Janowska Krusche-Ender Pabianice | 5,07     | Alicja Piotrowska AZS Warszawa              | 5,06     | Maryla Freiwald Makabi Kraków            | 4,96     |
| Królewska Huta 1933      | Aniela Sikora Stadion Królewska Huta     | 5,18     | Helena Tokarzewicz Jagiellonia Białystok    | 5,06     | Maryla Freiwald Makabi Kraków            | 4,85     |
| Warszawa 1934            | Janina Wencel Skra Warszawa              | 5,13     | Irena Segno Sokół Czeladź                   | 4,89     | Aniela Sikora Stadion Chorzów            | 4,89     |
| Kraków 1935              | Alina Dunin AZS Poznań                   | 4,98     | Henryka Słomczewska WIMA Łódź               | 4,93     | Janina Wencel Skra Warszawa              | 4,92     |
| Łódź 1936                | Janina Wencel Skra Warszawa              | 5,08     | Aleksandra Kamińska IKP łódź                | 4,99     | Emilia Świątek Strzelec Katowice         | 4,80     |
| Bydgoszcz 1937           | Janina Wencel Skra Warszawa              | 5,21     | Barbara Książkiewicz Pomorzanin Toruń       | 4,91     | Irena Świderska AZS Poznań               | 4,88     |
| Grudziądz 1938           | Stanisława Walasiewicz Warszawianka      | 5,71     | Henryka Słomczewska IKP Łódź                | 5,32     | Aleksandra Kamińska IKP łódź             | 4,92     |
| Chorzów 1939             | Henryka Słomczewska IKP Łódź             | 5,19     | Janina Wencel Polonia Warszawa              | 4,91     | Urszula Ziółek Stadion Chorzów           | 4,87     |
| 1940–1944                | nie rozgrywano                           |          |                                             |          |                                          |          |
| Łódź 1945                | Aniela Mitan Legia Kraków                | 4,38     | Janina Legutko Wisła Kraków                 | 4,36     | Janina Peska ŁKS Łódź                    | 4,35     |
| Kraków 1946              | Stanisława Walasiewicz Legia Warszawa    | 5,43     | Mieczysława Moder ŁKS Łódź                  | 4,89     | Aniela Mitan Legia Kraków                | 4,725    |
| Katowice 1947            | Henryka Nowak DKS Łódź                   | 5,19     | Mieczysława Moder AZS Łódź                  | 4,93     | Helena Gburek GKS Grudziądz              | 4,76     |
| Bydgoszcz 1948           | Mieczysława Moder AZS Łódź               | 5,12     | Henryka Nowak DKS Łódź                      | 4,96     | Gertruda Gębolis OMTUR Katowice          | 4,96     |
| Łódź 1949                | Mieczysława Moder AZS Łódź               | 5,12     | Genowefa Cieślik Lechia Poznań              | 5,07     | Krystyna Kowalska Kolejarz Toruń         | 5,04     |
| Kraków 1950              | Mieczysława Moder Budowlani Gdańsk       | 5,27     | Helena Gburek Spójnia Grudziądz             | 5,23     | Gertruda Gębolis Budowlani Chorzów       | 5,17     |
| Warszawa 1951            | Maria Ilwicka AZS Warszawa               | 5,45     | Helena Gburek Spójnia Grudziądz             | 5,39     | Zofia Leszner AZS Poznań                 | 5,24     |
| Wrocław 1952             | Elżbieta Duńska Spójnia Gdańsk           | 5,62     | Maria Ilwicka AZS-AWF Warszawa              | 5,49     | Irena Ignaszewska AZS Poznań             | 5,24     |
| Warszawa 1953            | Elżbieta Duńska Spójnia Gdańsk           | 5,79     | Maria Ilwicka AZS Warszawa                  | 5,60     | Janina Słowińska OWKS Lublin             | 5,45     |
| Warszawa 1954            | Elżbieta Duńska Spójnia Gdańsk           | 5,95     | Maria Ilwicka Kolejarz Piotrowice           | 5,77     | Krystyna Aleksanderek Stal Radom         | 5,67     |
| Łódź 1955                | Maria Kusion AZS Kraków                  | 5,92     | Elżbieta Krzesińska Spójnia Gdańsk          | 5,84     | Genowefa Minicka Budowlani Opole         | 5,38     |
| Zabrze 1956              | Maria Kusion AZS Kraków                  | 5,81     | Janina Słowińska OWKS Bydgoszcz             | 5,65     | Barbara Legawiec Włókniarz Sosnowiec     | 5,63     |
| Poznań 1957              | Elżbieta Krzesińska LKS Sopot            | 5,97     | Maria Chojnacka Legia Warszawa              | 5,81     | Maria Ciastowska AZS Poznań              | 5,81     |
| Bydgoszcz 1958           | Maria Chojnacka Legia Warszawa           | 6,01     | Teresa Wieczorek ŁKS Łódź                   | 5,92     | Barbara Legawiec Baildon Katowice        | 5,75     |
| Gdańsk 1959              | Elżbieta Krzesińska LKS Sopot            | 6,10     | Maria Bibro Cracovia                        | 6,01     | Maria Chojnacka Legia Warszawa           | 5,77     |
| Olsztyn 1960             | Maria Bibro Cracovia                     | 6,07     | Maria Chojnacka Legia Warszawa              | 5,89     | Maria Ciastowska AZS Poznań              | 5,85     |
| Nowa Huta 1961           | Maria Bibro Cracovia                     | 6,08     | Elżbieta Krzesińska LKS Sopot               | 6,08     | Renata Hein Baildon Katowice             | 5,65     |
| Warszawa 1962            | Elżbieta Krzesińska Spójnia Gdańsk       | 6,13     | Maria Bibro Cracovia                        | 5,87     | Halina Krzyżańska LZS Mazowsze           | 5,85     |
| Bydgoszcz 1963           | Elżbieta Krzesińska Spójnia Gdańsk       | 6,12     | Maria Piątkowska Legia Warszawa             | 5,87     | Renata Hein Baildon Katowice             | 5,74     |
| Warszawa 1964            | Mirosława Sałacińska AZS Kraków          | 6,13     | Halina Krzyżańska Lech Otrębusy             | 6,05     | Renata Hein Baildon Katowice             | 6,00     |
| Szczecin 1965            | Irena Kirszenstein Polonia Warszawa      | 6,17     | Mirosława Sałacińska AZS Kraków             | 5,97     | Łucja Noworyta Gwardia Warszawa          | 5,79     |
| Poznań 1966              | Ryszarda Warzocha Skra Warszawa          | 5,84     | Łucja Noworyta Gwardia Warszawa             | 5,71     | Wiesława Kowalska Hutnik Gliwice         | 5,70     |
| Chorzów 1967             | Irena Kirszenstein Polonia Warszawa      | 6,39     | Mirosława Sałacińska Budowlani Kielce       | 6,15     | Ryszarda Warzocha Skra Warszawa          | 6,14     |
| Zielona Góra 1968        | Mirosława Sarna Budowlani Kielce         | 6,28     | Ryszarda Warzocha Skra Warszawa             | 6,11     | Lucyna Koczwara Iskra Pszczyna           | 5,84     |
| Kraków 1969              | Mirosława Sarna Budowlani Kielce         | 6,20     | Ryszarda Warzocha Skra Warszawa             | 5,95     | Maria Ordo Wybrzeże Gdańsk               | 5,87     |
| Warszawa 1970            | Helena Kerner Górnik Zabrze              | 6,37     | Ryszarda Rurka Skra Warszawa                | 6,23     | Teresa Marszałowicz Lechia Gdańsk        | 6,14     |
| Warszawa 1971            | Irena Szewińska Polonia Warszawa         | 6,51     | Małgorzata Sochacka Skra Warszawa           | 6,20     | Alicja Wierzba Spójnie Gdańsk            | 6,11     |
| Warszawa 1972            | Irena Szewińska Polonia Warszawa         | 6,33     | Mirosława Sarna Budowlani Kielce            | 6,32     | Małgorzata Sochacka Skra Warszawa        | 6,10     |
| Warszawa 1973            | Mirosława Sarna Budowlani Kielce         | 6,44     | Anna Włodarczyk MKS-AZS Warszawa            | 6,17     | Małgorzata Sadalska Skra Warszawa        | 6,10     |
| Warszawa 1974            | Maria Żukowska MKS-AZS Warszawa          | 6,35     | Anna Włodarczyk MKS-AZS Warszawa            | 6,26     | Małgorzata Sadalska Skra Warszawa        | 6,20     |
| Bydgoszcz 1975           | Maria Długosielska AZS Warszawa          | 6,54     | Anna Włodarczyk AZS Warszawa                | 6,44     | Krystyna Pulczyńska AZS Kraków           | 6,31     |
| Bydgoszcz 1976           | Ewa Garczyńska AZS Wrocław               | 6,25     | Hanna Marcinkowska MKS-AZS Poznań           | 6,13     | Dolores Luks Górnik Zabrze               | 6,09     |
| Bydgoszcz 1977           | Barbara Sochaczewska Legia Warszawa      | 6,45     | Anna Włodarczyk AZS Warszawa                | 6,44     | Ewa Garczyńska AZS Wrocław               | 6,28     |
| Warszawa 1978            | Teresa Marciniak Włókniarz Aleksandrów   | 6,40     | Krystyna Mądry Lubtour Zielona Góra         | 6,39     | Anna Włodarczyk AZS Warszawa             | 6,24     |
| Poznań 1979              | Anna Włodarczyk AZS Warszawa             | 6,38     | Teresa Marciniak Włókniarz Aleksandrów      | 6,37     | Ewa Garczyńska AZS Wrocław               | 6,31     |
| Łódź 1980                | Barbara Wojnar Resovia                   | 6,55     | Anna Włodarczyk AZS Warszawa                | 6,42     | Teresa Marciniak Włókniarz Aleksandrów   | 6,30     |
| Zabrze 1981              | Anna Włodarczyk AZS-AWF Warszawa         | 6,75     | Anna Bubała Górnik Zabrze                   | 6,50     | Barbara Baran Resovia                    | 6,42     |
| Lublin 1982              | Teresa Lewicka Start Łódź                | 6,56     | Anna Włodarczyk AZS Warszawa                | 6,53     | Małgorzata Nowak Gwardia Warszawa        | 6,34     |
| Bydgoszcz 1983           | Elżbieta Klimaszewska AZS Warszawa       | 6,33     | Urszula Jaros AZS Lublin                    | 6,26     | Ewa Śliwa Start Łódź                     | 6,11     |
| Lublin 1984              | Anna Włodarczyk AZS Warszawa             | 6,96 NR  | Elżbieta Klimaszewska AZS Warszawa          | 6,36     | Lidia Bierka Gryf Słupsk                 | 6,28     |
| Bydgoszcz 1985           | Agata Karczmarek Legia Warszawa          | 6,43     | Barbara Baran Resovia                       | 6,24     | Renata Pytelewska AZS Warszawa           | 6,22     |
| Grudziądz 1986           | Agata Karczmarek Legia Warszawa          | 6,92w    | Jolanta Bartczak Start Łódź                 | 6,74w    | Elżbieta Klimaszewska AZS Warszawa       | 6,68w    |
| Poznań 1987              | Agata Karczmarek Legia Warszawa          | 6,51     | Hanna Horyd Gwardia Piła                    | 6,36     | Jolanta Bartczak Start Łódź              | 6,22     |
| Grudziądz 1988           | Agata Karczmarek Legia Warszawa          | 6,55     | Hanna Horyd Gwardia Piła                    | 6,09     | Ilona Dopierała Lechia Tomaszów Maz.     | 6,06     |
| Kraków 1989              | Agata Karczmarek Legia Warszawa          | 6,55     | Jolanta Bartczak Start Łódź                 | 6,33     | Lidia Frank Gryf Słupsk                  | 6,13     |
| Piła 1990                | Renata Pytelewska AZS-AWF Warszawa       | 6,53     | Ilona Pazoła Krokus Leszno                  | 6,15w    | Monika Kobędza Hutnik Kraków             | 6,15w    |
| Kielce 1991              | Agata Karczmarek Legia Warszawa          | 6,61     | Jolanta Bartczak-Małolepszy Start Łódź      | 6,54     | Sylwia Cieślik AZS-AWF Warszawa          | 6,42w    |
| Warszawa 1992            | Agata Karczmarek Legia Warszawa          | 6,68w    | Ilona Pazoła Krokus Leszno                  | 6,39w    | Lidia Tlałka AZS-AWF Katowice            | 6,04     |
| Kielce 1993              | Agata Karczmarek Legia Warszawa          | 6,87w    | Urszula Włodarczyk AZS-AWF Wrocław          | 6,67w    | Ilona Pazoła Krokus Leszno               | 6,32     |
| Piła 1994                | Agata Karczmarek Legia Warszawa          | 6,87     | Małgorzata Sobczak Bałtyk Gdynia            | 6,28     | Joanna Kościelny AKS Chorzów             | 6,23     |
| Warszawa 1995            | Agata Karczmarek Legia Warszawa          | 6,48     | Katarzyna Dobija AZS-AWF Kraków             | 6,26     | Ilona Pazoła Krokus Leszno               | 6,18     |
| Piła 1996                | Agata Karczmarek Legia Warszawa          | 6,72     | Joanna Kościelny AKS Chorzów                | 6,32     | Izabela Wojszko AZS-AWF Warszawa         | 6,18     |
| Bydgoszcz 1997           | Agata Karczmarek Legia Warszawa          | 6,95     | Joanna Kościelny AKS Chorzów                | 6,49     | Bożena Trzcińska Skra Warszawa           | 6,39     |
| Wrocław 1998             | Dorota Brodowska AZS-AWF Warszawa        | 6,63     | Joanna Kościelny AKS Chorzów                | 6,48     | Agata Karczmarek Legia Warszawa          | 6,45     |
| Kraków 1999              | Agata Karczmarek Legia Warszawa          | 6,39     | Edyta Sibiga AZS-AWF Gdańsk                 | 6,38     | Bożena Trzcińska Skra Warszawa           | 6,22     |
| Kraków 2000              | Agata Karczmarek Skra Warszawa           | 6,54     | Liliana Zagacka Skra Warszawa               | 6,54     | Edyta Sibiga AZS-AWF Gdańsk              | 6,26     |
| Bydgoszcz 2001           | Liliana Zagacka Skra Warszawa            | 6,51     | Katarzyna Klisowska MKS-MOS Wrocław         | 6,29     | Karolina Binaś AZS-AWF Poznań            | 6,23     |
| Szczecin 2002            | Liliana Zagacka Skra Warszawa            | 6,38     | Bożena Trzcińska Skra Warszawa              | 6,19     | Magdalena Szczepańska AZS-AWF Gdańsk     | 6,15     |
| Bielsko-Biała 2003       | Liliana Zagacka Krokus Leszno            | 6,61w    | Małgorzata Trybańska Warszawianka           | 6,52     | Bożena Trzcińska Skra Warszawa           | 6,36     |
| Bydgoszcz 2004           | Liliana Zagacka Krokus Leszno            | 6,47     | Sandra Chukwu Pomorze Stargard              | 6,33     | Małgorzata Trybańska Warszawianka        | 6,28     |
| Biała Podlaska 2005      | Małgorzata Trybańska Warszawianka        | 6,32     | Dominika Miszczak Gwda Piła                 | 6,26     | Katarzyna Zioło LKS Mielec               | 6,23     |
| Bydgoszcz 2006           | Małgorzata Trybańska Warszawianka        | 6,52     | Aldona Świtała Kadet Rawicz                 | 6,38     | Karolina Tymińska AZS-AWFiS Gdańsk       | 6,30     |
| Poznań 2007              | Małgorzata Trybańska Warszawianka        | 6,80     | Teresa Dobija AZS Łódź                      | 6,52     | Joanna Skibińska MKS Aleksandrów Łódzki  | 6,39     |
| Szczecin 2008            | Teresa Dobija AZS Łódź                   | 6,58     | Małgorzata Trybańska Warszawianka           | 6,49     | Karolina Tymińska AZS-AWFiS Gdańsk       | 6,41     |
| Bydgoszcz 2009           | Teresa Dobija AZS Łódź                   | 6,74     | Kamila Chudzik AZS-AWFiS Gdańsk             | 6,55     | Małgorzata Trybańska Warszawianka        | 6,54     |
| Bielsko-Biała 2010       | Anna Jagaciak Juvenia Puszczykowo        | 6,67     | Małgorzata Trybańska Warszawianka           | 6,53     | Małgorzata Reszka Zawisza Bydgoszcz      | 6,48     |
| Bydgoszcz 2011           | Małgorzata Trybańska AZS-AWF Kraków      | 6,65     | Karolina Tymińska SKLA Sopot                | 6,54     | Anna Jagaciak Juvenia Puszczykowo        | 6,46     |
| Bielsko-Biała 2012       | Teresa Dobija AZS Łódź                   | 6,63     | Anna Jagaciak Juvenia Puszczykowo           | 6,59     | Małgorzata Reszka Zawisza Bydgoszcz      | 6,37     |
| Toruń 2013               | Teresa Dobija AZS Łódź                   | 6,58 SB  | Anna Jagaciak Juvenia Puszczykowo           | 6,50     | Karolina Błażej AZS-AWF Kraków           | 6,21     |
| Szczecin 2014            | Teresa Dobija AZS Łódź                   | 6,63     | Anna Jagaciak-Michalska Juvenia Puszczykowo | 6,59 SB  | Karolina Zawiła AZS-AWF Kraków           | 6,37     |
| Kraków 2015              | Teresa Dobija AZS Łódź                   | 6,43 SB  | Karolina Zawiła AZS-AWF Wrocław             | 6,37 SB  | Ewa Rosiak Stal Ostrów Wlkp.             | 6,20 PB  |
| Bydgoszcz 2016           | Anna Jagaciak-Michalska AZS Poznań       | 6,55 SB  | Ewa Rosiak Stal Ostrów Wlkp.                | 6,33 PB  | Karolina Zawiła AZS-AWF Kraków           | 6,30     |
| Białystok 2017           | Anna Jagaciak-Michalska AZS Poznań       | 6,40     | Ewa Rosiak Stal Ostrów Wlkp.                | 6,25 SB  | Anna Kiljan Skra Warszawa                | 6,14 SB  |
| Lublin 2018              | Anna Jagaciak-Michalska AZS Poznań       | 6,47 SB  | Magdalena Żebrowska Podlasie Białystok      | 6,33 PB  | Angelika Faka Wawel Kraków               | 6,28     |
| Radom 2019               | Joanna Kuryło AZS-AWF Wrocław            | 6,29w    | Magdalena Żebrowska Podlasie Białystok      | 6,23w    | Karolina Młodawska KKL Kielce            | 6,14 PB  |
| Włocławek 2020           | Joanna Kuryło AZS-AWF Wrocław            | 6,35     | Magdalena Żebrowska Podlasie Białystok      | 6,23     | Karolina Młodawska KKL Kielce            | 6,16     |
| Poznań 2021              | Adrianna Szóstak OŚ AZS Poznań           | 6,39 PB  | Anna Matuszewicz MKL Toruń                  | 6,33     | Karolina Kucharczyk Kadet Rawicz         | 6,24 PB  |
| Suwałki 2022             | Roksana Jędraszak OŚ AZS Poznań          | 6,42 PB  | Anna Matuszewicz MKL Toruń                  | 6,40     | Anna Rugowska WLKS Wrocław               | 6,25 PB  |
| Gorzów Wielkopolski 2023 | Nikola Horowska ALKS AJP Gorzów Wlkp.    | 6,61 PB  | Magdalena Bokun KS AZS AWF Katowice         | 6,25     | Anna Matuszewicz MKL Toruń               | 6,20     |
| Bydgoszcz 2024           | Nikola Horowska ALKS AJP Gorzów Wlkp.    | 6,59 SB  | Magdalena Bokun KS AZS AWF Katowice         | 6,45     | Roksana Jędraszak OŚ AZS Poznań          | 6,45 PB  |

## Klasyfikacja medalowa
W historii mistrzostw Polski seniorów na podium tej imprezy stanęły w sumie 122 zawodniczki. Najwięcej medali – 15 – wywalczyła Agata Karczmarek, która również zdobyła najwięcej złotych (14). W tabeli kolorem wyróżniono zawodniczki, którzy wciąż są czynnymi lekkoatletkami.
| Lp. | Zawodniczka             | Złoto | Srebro | Brąz | Razem |
| 1.  | Agata Karczmarek        | 14    | 0      | 1    | 15    |
| 2.  | Elżbieta Krzesińska     | 7     | 2      | 0    | 9     |
| 3.  | Teresa Dobija           | 6     | 1      | 0    | 7     |
| 4.  | Małgorzata Trybańska    | 4     | 3      | 2    | 9     |
| 5.  | Anna Jagaciak-Michalska | 4     | 3      | 1    | 8     |
| 6.  | Mirosława Sarna         | 4     | 3      | 0    | 7     |
| 7.  | Maria Kusion-Bibro      | 4     | 2      | 0    | 6     |
| 8.  | Liliana Zagacka         | 4     | 1      | 0    | 5     |
| 9.  | Irena Szewińska         | 4     | 0      | 0    | 4     |
| 10. | Anna Włodarczyk         | 3     | 6      | 1    | 10    |
| 11. | Mieczysława Moder       | 3     | 2      | 0    | 5     |
| 12. | Janina Wencel           | 3     | 1      | 1    | 5     |
| 13. | Maria Piątkowska        | 2     | 6      | 1    | 9     |
| 14. | Henryka Słomczewska     | 2     | 3      | 0    | 5     |
| 15. | Teresa Lewicka          | 2     | 1      | 1    | 4     |
| 16. | Aniela Sikora           | 2     | 0      | 1    | 3     |
| 17. | Maria Długosielska      | 2     | 0      | 0    | 2     |
| 17. | Nikola Horowska         | 2     | 0      | 0    | 2     |
| 17. | Joanna Kuryło           | 2     | 0      | 0    | 2     |
| 17. | Stanisława Walasiewicz  | 2     | 0      | 0    | 2     |
| 21. | Ryszarda Rurka          | 1     | 3      | 1    | 5     |
| 22. | Hanna Jabłczyńska       | 1     | 2      | 0    | 3     |
| 23. | Maryla Freiwald         | 1     | 1      | 2    | 4     |
| 24. | Barbara Baran           | 1     | 1      | 1    | 3     |
| 24. | Elżbieta Klimaszewska   | 1     | 1      | 1    | 3     |
| 24. | Marta Lubecka           | 1     | 1      | 1    | 3     |
| 27. | Maria Kwaśniewska       | 1     | 1      | 0    | 2     |
| 27. | Irmina Rzeźnicka        | 1     | 1      | 0    | 2     |
| 29. | Ewa Garczyńska          | 1     | 0      | 2    | 3     |
| 30. | Anna Breuer             | 1     | 0      | 1    | 2     |
| 30. | Roksana Jędraszak       | 1     | 0      | 1    | 2     |
| 30. | Aniela Mitan            | 1     | 0      | 1    | 2     |
| 30. | Renata Pytelewska       | 1     | 0      | 1    | 2     |
| 30. | Wacława Sadkowska       | 1     | 0      | 1    | 2     |
| 30. | Bronisława Szmendziuk   | 1     | 0      | 1    | 2     |
| 36. | Dorota Brodowska        | 1     | 0      | 0    | 1     |
| 36. | Wiera Czajkowska        | 1     | 0      | 0    | 1     |
| 36. | Alina Dunin             | 1     | 0      | 0    | 1     |
| 36. | Helena Fliśnik          | 1     | 0      | 0    | 1     |
| 36. | Jadwiga Janowska        | 1     | 0      | 0    | 1     |
| 36. | Barbara Sochaczewska    | 1     | 0      | 0    | 1     |
| 36. | Adrianna Szóstak        | 1     | 0      | 0    | 1     |
| 43. | Magdalena Bokun         | 0     | 5      | 0    | 5     |
| 44. | Jolanta Bartczak        | 0     | 3      | 1    | 4     |
| 44. | Joanna Kościelny        | 0     | 3      | 1    | 4     |
| 46. | Ilona Pazoła            | 0     | 2      | 2    | 4     |
| 47. | Helena Gburek           | 0     | 2      | 1    | 3     |
| 47. | Anna Matuszewicz        | 0     | 2      | 0    | 2     |
| 47. | Ewa Rosiak              | 0     | 2      | 1    | 3     |
| 50. | Hanna Horyd             | 0     | 2      | 1    | 3     |
| 51. | Małgorzata Sadalska     | 0     | 1      | 3    | 4     |
| 51. | Bożena Trzcińska        | 0     | 1      | 3    | 4     |
| 51. | Karolina Zawiła         | 0     | 1      | 3    | 4     |
| 54. | Alina Hulanicka         | 0     | 1      | 2    | 3     |
| 54. | Karolina Tymińska       | 0     | 1      | 2    | 3     |
| 56. | Aleksandra Kamińska     | 0     | 1      | 1    | 2     |
| 56. | Halina Krzyżańska       | 0     | 1      | 1    | 2     |
| 56. | Genowefa Minicka        | 0     | 1      | 1    | 2     |
| 56. | Łucja Noworyta          | 0     | 1      | 1    | 2     |
| 56. | Krystyna Mądry          | 0     | 1      | 1    | 2     |
| 56. | Edyta Sibiga            | 0     | 1      | 1    | 2     |
| 56. | Janina Słowińska        | 0     | 1      | 1    | 2     |
| 63. | Anna Bubała             | 0     | 1      | 0    | 1     |
| 63. | Kamila Chudzik          | 0     | 1      | 0    | 1     |
| 63. | Sandra Chukwu           | 0     | 1      | 0    | 1     |
| 63. | Teresa Ciepły           | 0     | 1      | 0    | 1     |
| 63. | Elżbieta Czaja          | 0     | 1      | 0    | 1     |
| 63. | Katarzyna Dobija        | 0     | 1      | 0    | 1     |
| 63. | Irena Gwizdała          | 0     | 1      | 0    | 1     |
| 63. | Urszula Jaros           | 0     | 1      | 0    | 1     |
| 63. | Katarzyna Klisowska     | 0     | 1      | 0    | 1     |
| 63. | Barbara Książkiewicz    | 0     | 1      | 0    | 1     |
| 63. | Janina Legutko          | 0     | 1      | 0    | 1     |
| 63. | Hanna Marcinkowska      | 0     | 1      | 0    | 1     |
| 63. | Dominika Miszczak       | 0     | 1      | 0    | 1     |
| 63. | Alicja Piotrowska       | 0     | 1      | 0    | 1     |
| 63. | Irena Segno             | 0     | 1      | 0    | 1     |
| 63. | Małgorzata Sobczak      | 0     | 1      | 0    | 1     |
| 63. | Aldona Świtała          | 0     | 1      | 0    | 1     |
| 63. | Helena Tokarzewicz      | 0     | 1      | 0    | 1     |
| 63. | Józefa Witkowska        | 0     | 1      | 0    | 1     |
| 63. | Urszula Włodarczyk      | 0     | 1      | 0    | 1     |
| 83. | Renata Hein             | 0     | 0      | 3    | 3     |
| 84. | Lidia Bierka            | 0     | 0      | 2    | 2     |
| 84. | Maria Ciastowska        | 0     | 0      | 2    | 2     |
| 84. | Gertruda Gębolis        | 0     | 0      | 2    | 2     |
| 84. | Barbara Legawiec        | 0     | 0      | 2    | 2     |
| 84. | Karolina Młodawska      | 0     | 0      | 2    | 2     |
| 84. | Małgorzata Reszka       | 0     | 0      | 2    | 2     |
| 90. | Krystyna Aleksanderek   | 0     | 0      | 1    | 1     |
| 90. | Karolina Binaś          | 0     | 0      | 1    | 1     |
| 90. | Sylwia Cieślik          | 0     | 0      | 1    | 1     |
| 90. | Ilona Dopierała         | 0     | 0      | 1    | 1     |
| 90. | Angelika Faka           | 0     | 0      | 1    | 1     |
| 90. | Janina Grabicka         | 0     | 0      | 1    | 1     |
| 90. | Irena Ignaszewska       | 0     | 0      | 1    | 1     |
| 90. | Anna Kiljan             | 0     | 0      | 1    | 1     |
| 90. | Mionika Kobędza         | 0     | 0      | 1    | 1     |
| 90. | Lucyna Koczwara         | 0     | 0      | 1    | 1     |
| 90. | Krystyna Kowalska       | 0     | 0      | 1    | 1     |
| 90. | Wiesława Kowalska       | 0     | 0      | 1    | 1     |
| 90. | Karolina Kucharczyk     | 0     | 0      | 1    | 1     |
| 90. | Maria Lange             | 0     | 0      | 1    | 1     |
| 90. | Zofia Leszner           | 0     | 0      | 1    | 1     |
| 90. | Dolores Luks            | 0     | 0      | 1    | 1     |
| 90. | Teresa Marszałowicz     | 0     | 0      | 1    | 1     |
| 90. | Irena Nentwich          | 0     | 0      | 1    | 1     |
| 90. | Małgorzata Nowak        | 0     | 0      | 1    | 1     |
| 90. | Izabela Obłękowska      | 0     | 0      | 1    | 1     |
| 90. | Maria Ordo              | 0     | 0      | 1    | 1     |
| 90. | Janina Peska            | 0     | 0      | 1    | 1     |
| 90. | Anna Rugowska           | 0     | 0      | 1    | 1     |
| 90. | Joanna Skibińska        | 0     | 0      | 1    | 1     |
| 90. | Magdalena Szczepańska   | 0     | 0      | 1    | 1     |
| 90. | Ewa Śliwa               | 0     | 0      | 1    | 1     |
| 90. | Emilia Świątek          | 0     | 0      | 1    | 1     |
| 90. | Irena Świderska         | 0     | 0      | 1    | 1     |
| 90. | Lidia Tlałka            | 0     | 0      | 1    | 1     |
| 90. | Maria Tupalska          | 0     | 0      | 1    | 1     |
| 90. | Alicja Wierzba          | 0     | 0      | 1    | 1     |
| 90. | Katarzyna Zioło         | 0     | 0      | 1    | 1     |
| 90. | Urszula Ziółek          | 0     | 0      | 1    | 1     |

## Zmiany nazwisk
Niektóre zawodniczki w trakcie kariery lekkoatletycznej zmieniały nazwiska. Poniżej podane są najpierw nazwiska panieńskie, a następnie po mężu:
Jolanta Bartczak → Jolanta Bartczak-Małolepszy
Lidia Bierka → Lidia Frank
Karolina Błażej → Karolina Zawiła
Anna Breuer → Anna Mosler
Genowefa Cieślik → Genowefa Minicka
Elzbieta Duńska → Elżbieta Krzesińska
Maria Ilwicka → Maria Chojnacka → Maria Piątkowska
Anna Jagaciak → Anna Jagaciak-Michalska
Helena Kerner → Helena Fliśnik
Anna Kiljan → Anna Szczerbata
Irena Kirszenstein → Irena Szewińska
Maria Kusion → Maria Bibro
Teresa Marciniak → Teresa Lewicka
Krystyna Pulczyńska → Krystyna Mądry
Mirosława Sałacińska → Mirosława Sarna
Henryka Słomczewska → Henryka Nowak
Małgorzata Sochacka → Małgorzata Sadalska
Adrianna Szóstak → Adrianna Laskowska
Małgorzata Trybańska → Małgorzata Trybańska-Strońska
Ryszarda Warzocha → Ryszarda Rurka
Teresa Wieczorek → Teresa Ciepły
Barbara Wojnar → Barbara Baran
Izabela Wojszko → Izabela Obłękowska
Magdalena Żebrowska → Magdalena Bokun
Maria Żukowska → Maria Długosielska